# Frank Frederickson
Sigurður Franklin Fredrickson (Winnipeg, 3 de junho de 1895 - 28 de maio de 1979) foi um jogador de hóquei no gelo canadense, campeão olímpico. Ele atuava como central Ele foi amador e jogador profissional importante para o desenvolvimento do hóquei no gelo, ele era de origem islandesa.

## Carreira
Frank Frederickson atuou Kelvin Technical Institute e no Central Collegiate antes de atuar na Universidade de Manitoba.